# Будинок Мелконова-Єзекова
Будинок Мелконова-Єзекова (рос. Дом Мелконова-Езекова) — будівля в Ростові-на-Дону, розташоване на перехресті Великої Садової вулиці і Ворошиловського проспекту. Побудована в кінці XIX століття, зазнало перебудови. У роки Німецько-радянської війни було зруйновано.
Адреса: м. Ростов-на-Дону, вул. В. Садова, 71/16.

## Історія
В кінці XIX століття в Ростові-на-Дону на перетині Великої Садової вулиці і Великого проспекту, пізніше названого Великим Столипінською (нині Ворошиловський проспект), був побудований прибутковий будинок. Власником будинку був Гавриїл Мелконов-Єзеков, принажлежавший відомої в Ростові і Нахічевані купецької прізвища. Власника будинку в народі називали «вовняним королем».

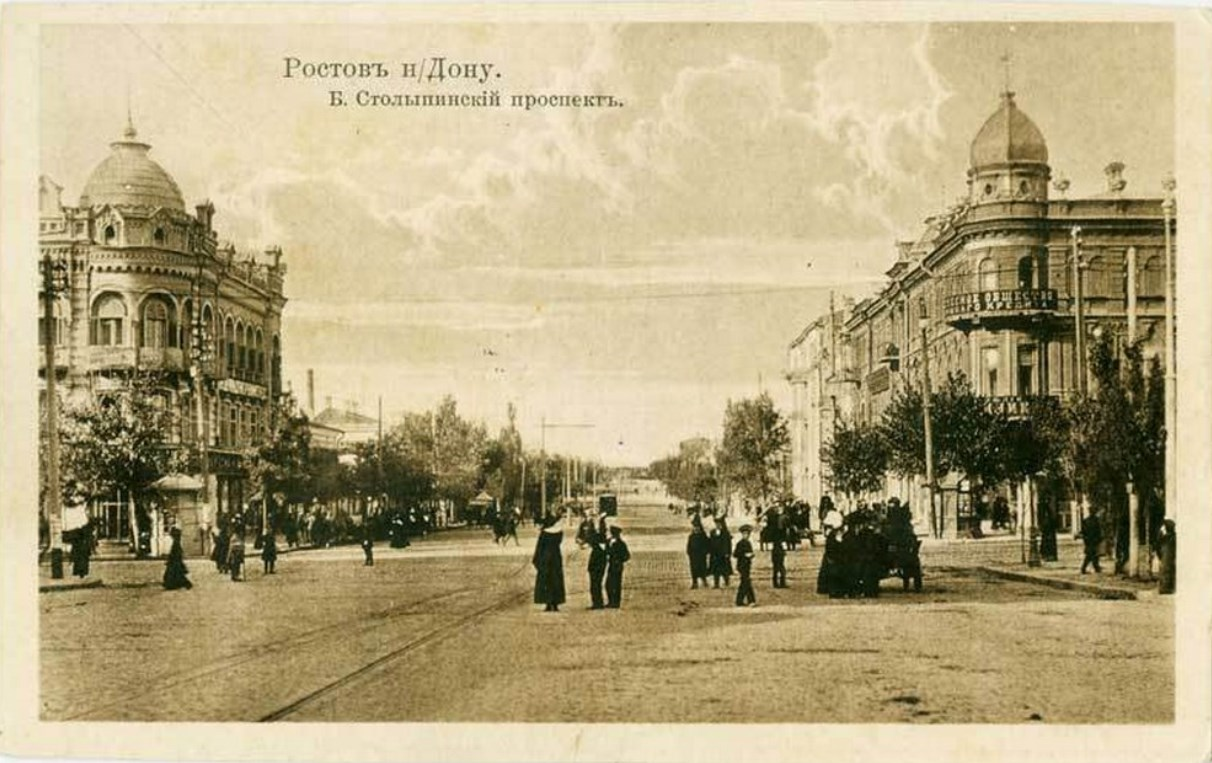
Будинок Чернова (зліва) і будинок Мелконова-Езекова (праворуч)

З будівництвом цього доходного будинку була пов'язана міська легенда про суперечці конезаводчика Карапета Чернова і шерстянщика Гавриїла Мелконова-Єзекова. З'ясовуючи, хто з них багатший, купці вирішили побудувати два дохідних будинку на перехресті Великої Садової вулиці і Великого проспекту, один навпроти одного. У суперечці перемагав той, чий будинок був шикарніше. Спочатку дохідні будинки мали по три поверхи, але, коли на початку XX століття в Ростові почався будівельний бум, обидва купця прийняли рішення надбудувати будинки до п'яти поверхів. У підсумку купол будинку Мелконова-Єзекова опинився на кілька метрів вище. Надбудувати купол Чернов не міг, так як запас міцності фундаментів і несучих конструкцій було вичерпано, і тоді на даху його будинку були встановлені колони. Завдяки цій особливості будівля Чернова отримало назву будинку з колонами на підпорах».
Обидва будинки були побудовані в стилі еклектика і прикрашали ліпниною, безліччю колон, каріатид і портиків. Архітектурний поєдинок тривав близько 15 років.
Будинок Мелконова-Єзекова був перебудований на початку ХХ століття в стилі модерн і вважався другим у Ростові за своїм оздобленню після Міської Думи. В будівлі знаходився Ростовський громадський клуб. У 1914 році, перебуваючи на гастролях, в цьому будинку виступав Костянтин Бальмонт. У Ростовському клубі він прочитав лекцію «Поезія як чаклунство». У Ростові-на-Дону громадський клуб був місцем відпочинку міської інтелігенції. Його відвідувачами були вчителі гімназій, присяжні повірені, службовці торговельних установ та ін.
У роки радянської влади в будівлі прибуткового будинку Мелконова-Єзекова на першому поверсі працював кінотеатр «Колізей». У залі кінотеатру на початку 1920-х років виступав поет Сергій Єсенін. У 30-х будівлю займали ростовський Азово-Чорноморський комітету з радіомовлення і радіофікації Ростоблисполкома і кінотеатр «Ударник». На першому поверсі також працювали магазини, на верхніх поверхах були житлові квартири.
Під час Німецько-радянської війни будинок Мелконова-Єзекова влучила авіабомба, частково зруйнувавши будівлю. Виник при цьому знизав призвів до повного руйнування будинку. Після війни залишки будівлі було розібрано, що залишився цегла був використаний на будівництво на його місці житлового будинку підприємства «Ростовуголь». Нова будівля була побудована в манері сталінського ампіру. З 1953 року до початку 2000-х в будівлі був кінотеатр «Буревісник». В даний час в цій будівлі працює апарат повноважного представника Президента РФ в ПФО.